# Mak Hing Tak
Mak Hing Tak (Hongkong, 28 oktober 1959) is een autocoureur uit Hongkong.

## Carrière
Mak begon zijn autosportcarrière in 2009 in de Aziatische Porsche Carrera Cup en was hier actief tot 2014, met een twaalfde plaats in het kampioenschap in zijn eerste seizoen als beste resultaat. In 2011 werd hij tweede in de GTC-klasse in de 6 uur van Zhuhai op het Zhuhai International Circuit in een Audi R8 LMS. In 2012 nam hij ook deel aan de Audi R8 LMS Cup.
In 2015 maakte Mak zijn debuut in zowel de TCR Asia Series als de TCR International Series in een Opel Astra OPC voor het team Campos Racing. Hij crashte echter al in de opwarmronde voor race 1 in de International Series en kwam verder in geen van de races meer in actie.